# Elwin Bruno Christoffel
Elwin Bruno Christoffel (1829-1900) est un mathématicien et physicien allemand.

## Vie
Il étudie à l'université Humboldt de Berlin, notamment avec Dirichlet. Il soutient une thèse sur la propagation de l'électricité dans les corps homogènes en 1856. En 1859,  Christoffel devient Privat-docent à l'université de Berlin. En 1862, il est nommé à l'École polytechnique fédérale de Zurich où il occupe la chaire laissée vacante par le départ de Dedekind. Après un passage à la  Gewerbeakademie de Berlin qui maintenant fait partie de l'université technique de Berlin, Christoffel devient professeur à l'université de Strasbourg en 1872, jusqu'à sa retraite en 1894.

## Œuvre
Christoffel a travaillé sur les transformations conformes, la théorie du potentiel, la théorie des invariants, les tenseurs, en physique mathématique, en géodésie, et sur les ondes de choc. 
Les symboles de Christoffel, le tenseur de Riemann (appelé aussi « tenseur de Riemann-Christoffel »), le noyau de Christoffel-Darboux et la transformation de Schwarz-Christoffel (en) portent notamment son nom.

### Sur l'influence de Christoffel
- (de) Carl Friedrich Geiser (de) et Ludwig Maurer, « Elwin Bruno Christoffel », Math. Ann., vol. 54, 1901, p. 329-341 (nécrologie)
- (de) Wilhelm Windelband, « Zum Gedächtniss Elwin Bruno Christoffel’s », Math. Ann., vol. 54, 1901, p. 341-344 (nécrologie)
- (en) Paul Butzer (de) et Franziska Fehér (éditeurs), E. B. Christoffel : The Influence of His Work on Mathematics and the Physical Sciences, Bâle, Birkhäuser Verlag, 1981, xxv+761 (ISBN 3-7643-1162-2, MR 83e:01002) (Contient les versions développées des présentations données lors du Symposium International Christoffel du 8-11 novembre 1979, à Aix-la-Chapelle et à Monjoie.)
- (de) Porträt des Monats « Portrait du mois » de la bibliothèque de l'École polytechnique de Zurich

### Œuvres choisies
- (de) Ludwig Maurer, Adolf Krazer et Georg Faber, E. B. Christoffel : Gesammelte mathematische Abhandlungen, t. I, Teubner, 1910 (lire en ligne)
- (de) Ludwig Maurer, Adolf Krazer et Georg Faber, E. B. Christoffel : Gesammelte mathematische Abhandlungen, t. II, Teubner, 1910 (lire en ligne)

### Biographies
- (de) Wilhelm Süß, « Christoffel, Elwin Bruno », dans Neue Deutsche Biographie (NDB), vol. 3, Berlin, Duncker & Humblot, 1957, p. 241–242 (original numérisé).
- (en) John J. O'Connor et Edmund F. Robertson, « Elwin Bruno Christoffel », sur MacTutor, université de St Andrews.